# تئاتر دوک یورک
تئاتر دوک یورک (انگلیسی: Duke of York's Theatre) یک سالن نمایش در لندن، انگلستان است.
این سالن تئاتر که در خیابان سنت مارتین لین لندن قرار دارد در سال 1892 افتتاح شد. بعدتر به نام تئاتر میدان ترافالگار Trafalgar نامگذاری شد و در سال 1895 به نام فعلی و به افتخار پادشاه آینده جورج پنج و نام‌های معروف از جمله سرایان مک کلن، اورلاندوبلوم، مایکل گامبون و جرمی آیرونز دوباره تغییر نام داد. این سالن جزئی از تئاتر وست اند محسوب می‌شود. تئاتر دوک یورک دارای یک سالن اصلی با ۶۴۰ نفر ظرفیت می‌باشد.